# Astragalus eriophylloides
Astragalus eriophylloides es una especie de planta del género Astragalus, de la familia de las leguminosas, orden Fabales.

## Distribución
Astragalus eriophylloides se distribuye por Siria.

## Taxonomía
Fue descrita científicamente por Rech. fil. Fue publicado en Arkiv för Botanik 2, 1: 308 (1950).
Sinonimia
- Astragalus nusairiensis Eig & Sam.